# إيفانغليستا سانتوس
إيفانغليستا سانتوس (بالبرتغالية: Evangelista Santos) هو ملاكم تايلندي برازيلي، ولد في 12 ديسمبر 1977 في كوريتيبا في البرازيل.

## وصلات خارجية
- إيفانغليستا سانتوس على موقع بيلاتور (الإنجليزية)
- إيفانغليستا سانتوس على موقع شيردوغ (الإنجليزية)
- إيفانغليستا سانتوس على موقع IMDb (الإنجليزية)